# باسم درويش
باسم درويش (من مواليد أبريل 1966 بالمنيا) هو عازف عود وملحن مصري يقيم في ألمانيا ومؤسس فريق كايرو ستيبس الموسيقي.

## المولد والنشأة
ولد باسم درويش في مدينة بني مزار بمحافظة المنيا، نشأ في وسط روحي فتربى على موسيقى الموالد والحضرات، كان يهوى الموسيقى وتعلمها في الكنيسة في بني مزار، وساعده حظه كثيرًا لأن منزله كان في منطقة تقع بالقرب من موقف للسيارات وبالتالي كان السائقين دائمًا ما يستمعون إلى المديح والذكر وأم كلثوم والقرآن الكريم فعاش في مناخ من تعدد الثقافات الدينية وكون مخزونًا فنيًا وثقافيًا من الإبداعات بداخله تعلم منها وتربى عليها وساعده ذلك في مزج هذا المخزون بالموسيقى العالمية.

## التعليم
درس باسم درويش اللغة الألمانية بكلية الألسن جامعة عين شمس، درس علوم المصريات والعلوم الإسلامية في جامعة هايدلبرغ بألمانيا وحصل علي دبلوم إدارة الأعمال في الطيران المدني من منظمة الاياتا وغرفة الصناعة والتجارة الألمانية، كما حصل على رخصة UFTAA وطريقة سكرم 

## الموسيقى
بدأ مشواره الفني وهو ابن 10 أعوام وتلقى دروس الترانيم والألحان القبطية، أخذ عود خاله وكان يدرس عليه، وفي عام كامل تعلم باجادة العزف عليه، حتى تعرف على الملحن وجيه عزيز، وكان وقتها يعزف على الغيتار أيضًا، ثم التحق بفريق الكنيسة ودرس علي يد القس دافيد القمص يوسف وساعده وجيه أن يعزف في قصر ثقافه المنيا، وساعده وجيه أن يعزف معه في مسرح الطليعة وفي مهرجان المسرح التجريبي الأول، وقدمه الي محمد منير عام 1987، من هنا توطدت علاقة الصداقة مع محمد منير منذ عام 1988 حتي الآن، والتي تطورت ان يوزع درويش لحن من الحان وجيه للكينج وهو «من أول لمسة». ولاحقا توزيع أغاني «أنا منك اتعلمت» و «اللي غايب».
اشتهر باسم بأسلوبه الخاص بما في ذلك تناغم الجاز والألحان النوبية العربية والإيقاعات التقليدية مع الارتجال الدقيق، وهو أحد أكثر خبراء الموسيقى المصريين المعتد بهم في أوروبا بخبرته الطويلة كعازف منفرد للعود، عمل باسم في مجال التلفزيون والأفلام والدراما كمنتج ومستشار موسيقي.
عمل باسم في بداياته مع موسيقيين فلكلور النيل المصري ومع الريس متقال وسجل معه «الفراولة»، ثم مع محمد منير حتى العام 2003، ومع المطربة السودانية سلمي عبد الراضي  في البوم سلام دلتا من إنتاج شركه بيرانيا الألمانية، ثم مع فرقة رحالة وشرقيات مع الموسيقي الفائز بجائزة غرامي فتحي سلامة، كما عمل أيضًا مع حسن الشافعي، وقدمه منير للمنتج نصر محروس في 1990 وعمل معه كاستشاري فني في ألبومات شيرين عبدالوهاب ومحمد محيي.
وقد عمل مع موسيقيين جاز عالميين في جميع أنحاء العالم، ومع الأديب الألماني غونتر غراس الحائز علي نوبل للآداب، وقام بحفلات موسيقية مع ديفيد أورلوسكي تريو، جونتر بيبي سومر، سيغون فون أوستن، ومع كوادرو نويفو في أوبرا فرانكفورت القديمة، أوبرا هامبورغ، وأوبرا فيلهارموني برلين وأوبرا قيلهارموني هامبورغ، دار أوركسترا إلبه ومسرح برينس ريجينت ميونخ ومسارح شتوتجارت ونيورنبيرج وعديد المسارح الألمانية.
عزف أيضا في أوبرا هامبورغ ودار الأوبرا المصرية وأوبرا الإسكندرية وأوبرا دمنهور، عزف أيضا على مسارح كريستال كاتديرال في لوس انجلوس ومسرح سان جون في نيوريورك.
وقد تم اختياره من قبل الممثل النمساوي روبرت هوبير للتعاون مع كورال WDR الألماني.

## حياته العملية
يعمل كخبير استشاري في تقنية المعلومات في مجال الطيران المدني بجانب عمله كمستشار فني وموسيقي.

## كايرو ستيبس

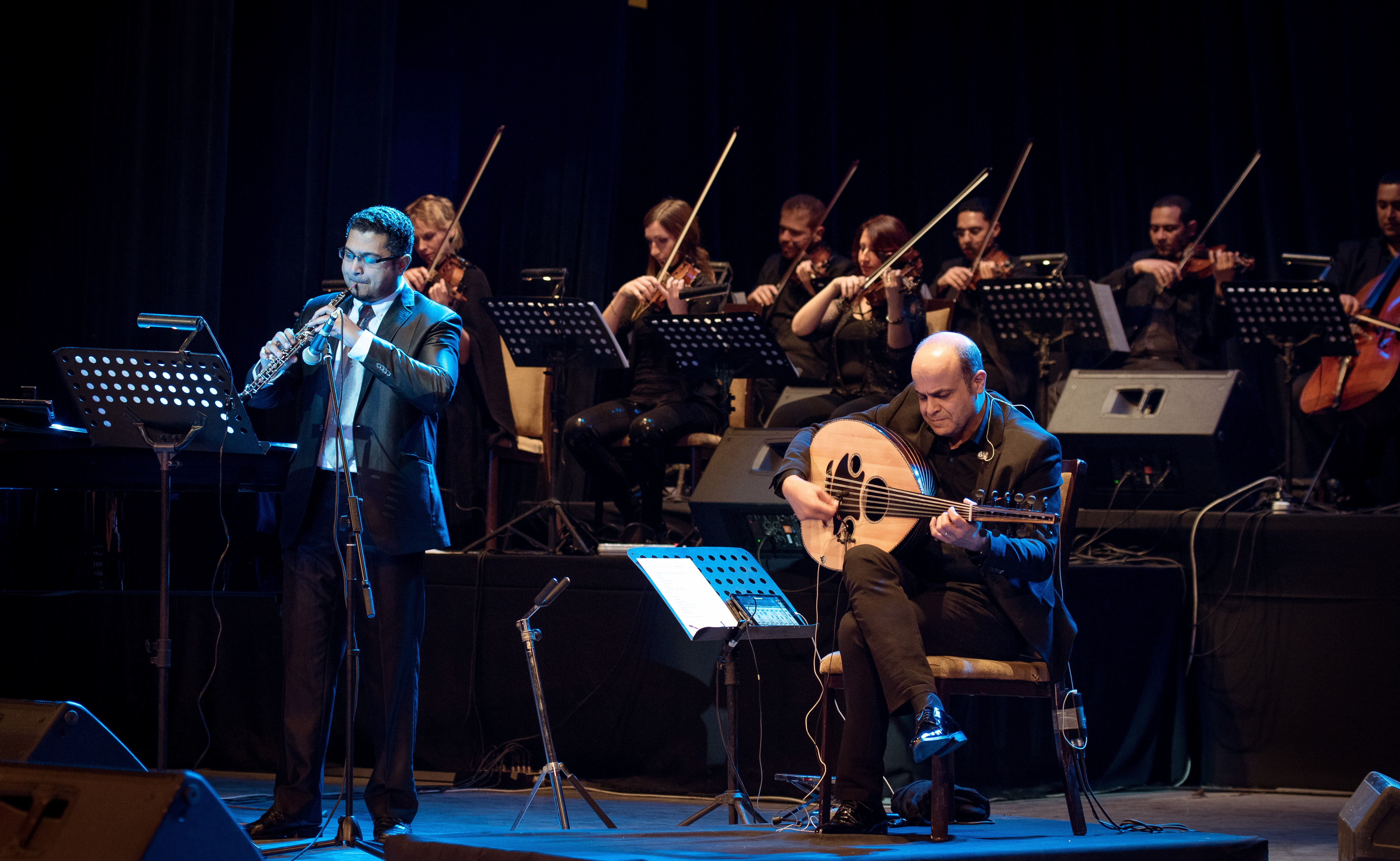
باسم درويش مع كايرو ستيبس في حفل بأوبرا دمنهور

في عام 2002، قام بتأسيس فريق كايرو ستيبس مع العازف الألماني ماتيس فراي.

## أبرز الأعمال
- طريق الحرير - Silk Road (ألبوم) 2004.[6]
- صالة العود - Oud Lounge (ألبوم) 2007.[6]
- أرابيسكان - Arabiskan (ألبوم) 2014.[6]
- جينوسيين رقم 1 - Gnossienne No.1 (مفردة مع الشيخ إيهاب يونس) 2017.[6]
- السجادة الطائرة - Flying Carpet (مع كوادرو نويفو) 2017.[6]

## الألقاب والجوائز
يلقب باسم درويش بلقب «سفير الموسيقى المصرية في ألمانيا»، كما حصل على جائزة الجاز الذهبية الألمانية مع فريقه كايرو ستيبس عن ألبوم «السجادة الطائرة» عام 2018.